# وفيق سنو
وفيق سنو (1930 - 18 فبراير 2022) هو بروفيسور وجراح وطبيب عيون لبناني، والرئيس الأول لاتحاد جمعيات العائلات البيروتية.

## حياته
وُلد وفيق مصباح سنو في بيروت عام 1930 م، والده هو مصباح سنو والذي كان تاجرًا في شارع اللنبي ببيروت، ووالدته هي رهيفة سنو شقيقة الجراح المعروف مليح سنو. تلقى وفيق دراسته الأولى في معهد الفرير بالجميزة، ثم أكمل دراسته في مدارس جمعية المقاصد بصيدا بعد وفاة والده. أكمل دراسته الجامعية في مدينة ليون بفرنسا، حيث تخرج من كلية الطب والصيدلة عام 1957 م.
عمل بعدها طبيبًا في مستشفى الجامعة ذاتها بليون لسنواتٍ عدة في مناصب علمية وإدارية مختلفة. كما عمل في مستشفى الجامعة اليسوعية أيضًا، وكان رئيسًا لقسم طب العيون فيها. كان أيضًا طبيبًا في مستشفى المقاصد، وأستاذًا في كلية التمريض المقاصدية، كما درسَّ طب العيون في مستشفى أوتيل ديو دو فرانس. كان رئيسًا للجمعية اللبنانية لطب العيون، والممثل الدائم للبنان في المؤتمرات الدولية والعربية. نشر وفيق مئات الأبحاث والمقالات العلمية في طب العيون.
كان عضوًا في مجلس أمناء جمعية المقاصد ومؤسسات دار الأيتام الإسلامية، كما كان رئيسًا لجمعية آل سنو، ويُعد المُؤسس الأول لاتحاد جمعيات العائلات البيروتية عام 1998 م والرئيس الأول للاتحاد منذ عام 1998 م حتى 2001 م، وكان قد شهد في عهده ترسيخ هذه الفكرة بهدف توحيد بيروت وتوحيد كلمة البيارتة.
نال عددًا من الأوسمة لإنجازته الطبية والعلمية من لبنان وفرنسا وإنجلترا ودول أُخرى، ومنها: وسام الأرز من رتبة ضابط ثم ضابط أكبر ثم فارس، وسام الصحة، وسام الاستحقاق الوطني الفرنسي من رتبة ضابط، جائزة أفضل منظم لأفضل مؤتمر أُقيم في لبنان عام 1966.
يُشار أيضًا أنه كان متزوجًا من هند جميل كبارة، ولديه منها ولدان: دانية وكريم.

## وفاته
تُوفي وفيق سنو في بيروت بتاريخ 18 فبراير 2022 م الموافق 17 رجب 1443 هجريًا، عن عمرٍ ناهز الثانية والتسعين.